# Ovenna agonchae
Ovenna agonchae là một loài bướm đêm thuộc phân họ Arctiinae, họ Erebidae.